# Alak Jigme Lhundup
Alak Jigme Lhundup (tibétain : ཨ་ལགས་འཇིགས་མེད་ལྷུན་གྲུབ, Wylie : a lags ʼjigs med lhun grub) aussi appelé Alak Jigmé Rinpoché,  (1939, Rebkong, Amdo - 26 juillet 2012 Kangra, Inde) est un président du Parlement tibétain en exil et un ministre de l'Intérieur du gouvernement tibétain en exil.

## Biographie
Alak Jigme Lhundup est né en 1939 à Rebkong dans l'Amdo, au nord-est du Tibet. Il a été reconnu comme la réincarnation de Jigmé Tulku du monastère de Rebkong Ringpo à l'âge de 7 ans.
Lors d'un pèlerinage à Lhassa en 1955, il obtient une audience avec le 14e dalaï-lama et le 10e panchen-lama, et rejoint le monastère de Gaden Jangtse en tant que moine novice sur les conseils du dalaï-lama.
Après le soulèvement tibétain de 1959, en avril, il s'exile en Inde en passant par le Bhoutan.
En 1966, Alak Jigme Lhundup a été élu à la 3e Assemblée du Parlement tibétain en exil et fut le vice-président et le président respectivement des 5e et 6e Assemblées.
Il a été nommé le directeur de l'Audit Général de l'Administration centrale tibétaine en 1980 tout en étant également le président de la Commission de la fonction publique.
En 1985, il a visité le Tibet en tant que vice-président de la 4e mission d'enquête au Tibet.
En 1986, il a été nommé conseiller auprès du ministre et plus tard nommé ministre du ministère de l'Intérieur, un poste qu'il a occupé jusqu'en 1990.
Il a continué à servir en tant que vérificateur au sein de l'Audit Général, après avoir été nommé directement par le dalaï-lama en 1996, jusqu'à sa retraite en 2004 à l'âge de 65 ans.
Il est mort le 26 juillet 2012 à l'hôpital Shri Balaji à Kangra dans l'Himachal Pradesh.